# Ceropachylus frizzellae
Espèce
Ceropachylus frizzellae est une espèce d'opilions laniatores de la famille des Ampycidae.

## Distribution
Cette espèce est endémique de la province de Pichincha en Équateur. Elle se rencontre vers Quito.

## Description
Le mâle syntype mesure 6 mm et la femelle syntype 8 mm.

## Systématique et taxinomie
Cette espèce a été décrite par Mello-Leitão en 1942.

## Étymologie
Cette espèce est nommée en l'honneur de Harriet Exline Frizzell Don.

## Publication originale
- Mello-Leitão, 1942 : « Oito novos Laniatores do Equador. » Anais da Academia Brasileira de Ciências, vol. 14, p. 315–325.